# Last Light – Wenn die Welt dunkel wird
Last Light – Wenn die Welt dunkel wird ist eine US-amerikanische dystopische Miniserie des Streaminganbieters Peacock, die auf dem gleichnamigen Roman des Autors Alex Scarrow basiert. In Deutschland läuft die Serie auf Prime Video.

## Handlung
Gerade als eine wichtige Augen-OP seines Sohnes bevorsteht, muss der Experte für Petrochemie, Andy Neilson, zu seinem Auftraggeber reisen. Es gibt scheinbar ein zunächst nicht näher bezeichnetes Problem mit dem Rohöl. Nach und nach häufen sich Meldungen über das Versagen von kraftstoffbetriebenen Fahrzeugen und Flugzeugabstürzen sowie Stromausfällen. Neilson kommt einer Verschwörung auf die Schliche, muss aber gleichzeitig versuchen zu seiner Familie zurückzukommen. 

## Kritiken
Peter Osteried fasst seine negative Kritik folgendermaßen zusammen: „Langweilige, bisweilen irritierende Miniserie, die es nicht schafft, aus einer spannenden Grundidee auch Unterhaltungswert zu beziehen.“